# Hamza Mohammed
Hamza Mohammed (Kumasi, 10 novembre 1980) è un ex calciatore ghanese, di ruolo centrocampista.

## Carriera

### Club
Ha giocato nel campionato ghanese, neozelandese e rumeno.

### Nazionale
Ha partecipato ai Mondiali Under-20 del 1999.
Con la maglia della nazionale maggiore ha esordito nel 1999, venendo convocato per due edizioni della Coppa d'Africa.

## Palmarès

### Club

#### Competizioni nazionali
- Coppa del Ghana: 1

Asante Kotoko: 2001